# Serwecz (dopływ Wilii)
Serwecz (biał. Сэрвач) – rzeka na Białorusi, prawy dopływ Wilii, przepływa przez rejony: dokszycki w obwodzie witebskim, miadziolski i wilejski w obwodzie mińskim. 
Rzeka początek bierze w jeziorze Serwecz, z którego wypływa na południowy zachód, wpada do Wilii na południe od wsi Ludwinowo. Rzeka płynie w dolinie, coraz wyraźniejszej w dół rzeki osiągającej szerokość do 1,5–2,5 km, zwężając się do 0,6–1 km. Rzeka w górnym biegu ma szerokość na 2–5 m, w dolnym do 12–25 m, miejscowo do 40 m, średnie pochylenie terenu 0,2%.
Dopływy rzeki to Serwecz (Сэрвач), Galadza (Галядза), Zujka (Зуйка – lewy dopływ), Potoczanka (Патачанка) i Nakwa (Наква – prawy dopływ).